# Taracus
Taracus is een geslacht van hooiwagens uit de familie Sabaconidae.
De wetenschappelijke naam Taracus is voor het eerst geldig gepubliceerd door Simon in 1879. 

## Soorten
Taracus omvat de volgende 8 soorten:
- Taracus birsteini
- Taracus gertschi
- Taracus malkini
- Taracus nigripes
- Taracus packardi
- Taracus pallipes
- Taracus silvestrii
- Taracus spinosus